# それは時にあなたを励まし、時に支えとなるもの
『それは時にあなたを励まし、時に支えとなるもの』（それはときにあなたをはげまし、ときにささえとなるもの）は、高橋洋子の10枚目のオリジナル・アルバム。2005年12月7日にジェネオンエンタテインメントから発売された。

## 概要

### アルバム解説
- ジェネオンエンターテイメントジャパンから発売されたの唯一のアルバム。
- 前作『GOLDEN☆BEST 高橋洋子』から1年10ヶ月ぶりのリリースである。オリジナルアルバムとしては、『L'ange de métamorphose』以来2年10ヶ月ぶりのリリースである。
- 新曲7曲、シングル曲3曲、アレンジ曲1曲という構成になっている。
- 初回盤のみ、「高橋洋子 LIVE2006 〜それは時にあなたを励まし、時に支えとなるもの〜」の特別優先チケット先行予約応募ハガキが封入されている[2]。
- 2021年現在、この作品を最後に高橋はオリジナル・アルバムをリリースしていない。

### 楽曲解説
- 3曲目「You are the one !」は、シングルとは異なるミックスで収録されている。
- 11曲目「a little wish」は、隠し曲が存在する。曲は5分20秒で終わるが、その後に25秒の無音部分を挟み、5分45秒から1曲目の「Yoko's theme」のアレンジ曲が流れる。

## 収録曲
| #         | タイトル                                         | 作詞                                | 作曲              | 編曲         | 時間  |
| --------- | ------------------------------------------------ | ----------------------------------- | ----------------- | ------------ | ----- |
| 1.        | 「Yoko's theme」                                 | -                                   | 高橋洋子 大森俊之 | 大森俊之     | 3:04  |
| 2.        | 「夜明け生まれ来る少女」                         | 高橋洋子                            | 大森俊之          | 大森俊之     | 4:11  |
| 3.        | 「You are the one !（Album version）」           | 高橋洋子                            | 大森俊之          | 大森俊之 KEN | 5:37  |
| 4.        | 「metamorphose」                                 | くまのきよみ                        | 大森俊之          | 大森俊之     | 3:52  |
| 5.        | 「WING」                                         | 高橋洋子                            | 大森俊之          | 大森俊之     | 3:12  |
| 6.        | 「恋のライセンス」                               | 高橋洋子                            | 高橋洋子 大森俊之 | 大森俊之     | 4:33  |
| 7.        | 「TRAIN」                                        | 高橋洋子                            | 大森俊之          | 大森俊之     | 4:08  |
| 8.        | 「My hope, Your hope」                           | 高橋洋子（原詞） Lea Thomas（英詞） | 高橋洋子 大森俊之 | 大森俊之     | 4:04  |
| 9.        | 「夜風の静寂」                                   | 高橋洋子                            | 大森俊之          | 大森俊之     | 3:21  |
| 10.       | 「それは時にあなたを励まし、時に支えとなるもの」 | 高橋洋子                            | 大森俊之          | 大森俊之     | 5:10  |
| 11.       | 「a little wish」                                | 高橋洋子                            | 高橋洋子 大森俊之 | 大森俊之     | 7:49  |
| 合計時間: | 合計時間:                                        | 合計時間:                           | 合計時間:         | 合計時間:    | 49:01 |

## タイアップ
| 楽曲                 | タイアップ                                                   |
| -------------------- | ------------------------------------------------------------ |
| 夜明け生まれ来る少女 | 毎日放送系テレビアニメ『灼眼のシャナ』前期エンディングテーマ |
| metamorphose         | テレビアニメ『この醜くも美しい世界』オープニングテーマ       |
| WING                 | TBS系テレビアニメ『ああっ女神さまっ』エンディングテーマ      |

## 参加ミュージシャン
| Yoko's theme                                 | Yoko's theme                              |
| -------------------------------------------- | ----------------------------------------- |
| ナレーション                                 | Alex                                      |
| 夜明け生まれ来る少女                         |                                           |
| エレクトリックギター                         | 為山五朗                                  |
| キーボード                                   | 大森俊之                                  |
| コーラス                                     | Tony Orly、岩戸崇、たかはしごう、高橋洋子 |
| You are the one !（Album version）           |                                           |
| バイオリン                                   | 中一乃                                    |
| エレクトリックギター                         | shin-go、KEN                              |
| コーラス                                     | 高橋洋子                                  |
| metamorphose                                 |                                           |
| エレクトリックギター                         | 古川望                                    |
| バイオリン                                   | 後藤雄一郎                                |
| コーラス                                     | 高橋洋子                                  |
| WING                                         |                                           |
| エレクトリックギター                         | 梶原順                                    |
| コーラス                                     | Tony Orly、高橋洋子                       |
| 恋のライセンス                               |                                           |
| エレクトリックギター                         | 為山五朗                                  |
| コーラス                                     | たかはしごう、Tony Orly、高橋洋子         |
| シャウト                                     | Akira Boys                                |
| TRAIN                                        |                                           |
| ドラムス & パーカッション                    | 青木延明                                  |
| ベース                                       | 岡雄三                                    |
| パーカッション                               | 倉田信雄                                  |
| コーラス                                     | たかはしごう                              |
| My hope, Your hope                           |                                           |
| コーラス                                     | たかはしごう、高橋洋子                    |
| それは時にあなたを励まし、時に支えとなるもの |                                           |
| インディアンフルート                         | Tony Orly                                 |
| コーラス                                     | Alex、Tony Orly、高橋洋子                 |
| a little wish                                |                                           |
| ギターマンドリン                             | 田代耕一郎                                |
| ピアノ                                       | 倉田信雄                                  |
| パーカッション                               | 青木延明                                  |
| コーラス                                     | 音楽探検隊                                |

## スタッフクレジット
| Sound Produced & All Direction | 大森俊之（PH-Sound）                                                                     |
| All Vocals                     | 高橋洋子                                                                                 |
| All other instruments          | 大森俊之（PH-Sound）                                                                     |
| Executive Producer             | 川村明廣（ジェネオンエンターテインメント）                                               |
| Producer                       | 関戸雄一（ジェネオンエンターテインメント）                                               |
| Assistant Producer             | 中山信宏（ジェネオンエンターテインメント）、野間愛理子（ジェネオンエンターテインメント） |
| Recording & Mixing Engineer    | ueken@mac.com、中越道夫、北見弦一、岩戸崇、Tony Orly                                     |
| Recording Studio               | Sound City、ZERO STUDIO、クレッセントスタジオ、PH-SOUND STUDIO                           |
| Mastering Engineer             | 滝口"たっきー"博達                                                                       |
| Mastering Studio               | JVCマスタリングセンター                                                                  |
| Artist Management              | 関戸砂与子（PH-Sound）                                                                   |
| Assistant Producer             | 相吉志保（PH-Sound）                                                                     |
| Promoter                       | 飯田尚史（ジェネオンエンターテインメント）、高橋希実（ジェネオンエンターテインメント）   |
| Sales Promoter                 | 徳島実（ジェネオンエンターテインメント）                                                 |
| Desk                           | 前田有希（ジェネオンエンターテインメント）                                               |
| Visual Coordinator             | 島村みさき（ジェネオンエンターテインメント）、瀬戸優（ジェネオンエンターテインメント）   |
| Art Director & Design          | 近藤勝治（BLACK SHEEP STUDIO）                                                           |
| Photographer                   | 近藤勝治（BLACK SHEEP STUDIO）                                                           |
| Lighting Effects               | 山盛修（JAPAN VISTEC）                                                                   |
| VE                             | 三浦徹（SPICE）                                                                          |
| Design                         | 斉藤伸也（BABY FAZE）                                                                    |
| CG                             | 茂原邦彦（KINOCO INC.）                                                                  |
| Hair & Make-up                 | 大平千紗子（HITCH）                                                                      |
| Stylist                        | 大塚勇造                                                                                 |